# بريجيته بيرلاين
بريغيته بيرلاين أو بريجيته بيرلاين (بالألمانية النمساوية: [briˈɡɪtɛ ˈbiːɐ̯laɪn]؛ 25 يونيو 1949 – 3 يونيو 2024)، هي قاضية نمساوية، شغلت منصب رئيسة المحكمة الدستورية بين عامي 2018 و2019، ثم تولّت منصب مستشارة النمسا من عام 2019 حتى عام 2020. كانت مستقلة سياسيًا، وتُعد أول امرأة تتولى أيًا من هذين المنصبين في تاريخ البلاد.
شغلت بيرلاين منصب النائبة العامة لدى مكتب الادعاء العام – وهو بمثابة المدعي العام الأعلى في البلاد – بين عامي 1990 و2002، وكانت أيضًا عضوًا في المجلس التنفيذي للجمعية الدولية للادعاء العام بين عامي 2001 و2003. وفي عام 2003، عُينت عضوًا في المحكمة الدستورية وتولّت لاحقًا منصب نائبة رئيس المحكمة.
في أعقاب فضيحة "إيبيزا"، كلف الرئيس ألكسندر فان دير بيلين بيرلاين بتشكيل الحكومة وتولي منصب المستشارة، وذلك بعد أن أطاح تصويت بحجب الثقة في البرلمان بالحكومة الأولى لسيباستيان كورتس، وهو أول تصويت ناجح بحجب الثقة في التاريخ النمساوي الحديث. وكانت بيرلاين أول امرأة تتولى رئاسة الحكومة في البلاد، وظلت في المنصب حتى تشكيل الحكومة التالية بقيادة كورتس، عقب الانتخابات التشريعية التي أُجريت في 29 سبتمبر 2019.

## روابط خارجية
- بريجيته بيرلاين على موقع مونزينجر (الألمانية)